# Carbonatación

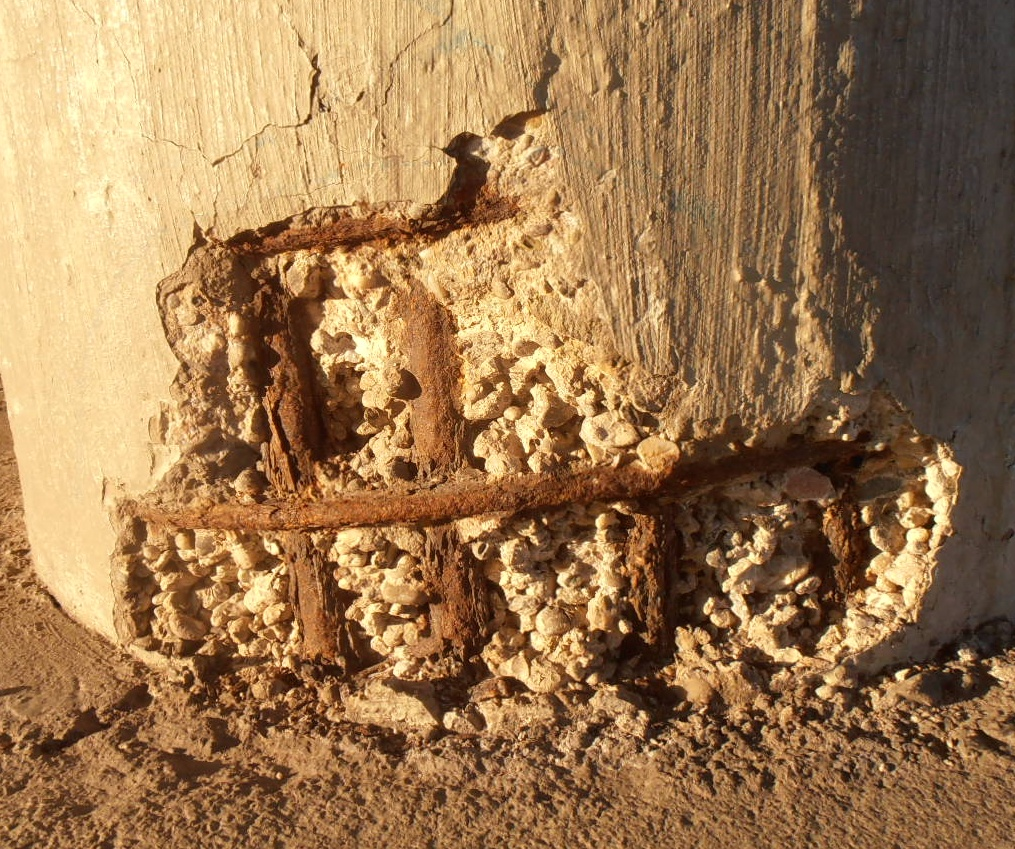
Ejemplo de Carbonatación.

La carbonatación es la reacción química del dióxido de carbono para dar carbonatos, bicarbonatos y ácido carbónico. En química, el término se usa a veces en lugar de carboxilación, que se refiere a la formación de ácidos carboxílicos.
En química inorgánica y geología, la carbonatación es común. Los hidróxidos metálicos (MOH) y los óxidos metálicos (MO) reaccionan con el CO2 para dar bicarbonatos y carbonatos:
{\displaystyle {\ce {MOH + CO2 -> MHCO3}}}
{\displaystyle {\ce {2MOH + CO2 -> M2CO3 + H2O}}}
{\displaystyle {\ce {MO + CO2 -> MCO3}}}
En el concreto reforzado, la reacción química entre el dióxido de carbono en el aire y el hidróxido de calcio y el silicato de calcio hidratado en el concreto se conoce como neutralización. La reacción similar en la que el hidróxido de calcio del cemento reacciona con el dióxido de carbono y forma carbonato de calcio insoluble es la carbonatación.

## Ley de Henry
La ley de Henry establece que La ley de Henry enuncia que a una temperatura constante, la cantidad de gas disuelta en un líquido es directamente proporcional a la presión parcial que ejerce ese gas sobre el líquido. Esta ley es en realidad un equilibrio químico de solubilidad de los gases en los líquidos y como tal, puede expresarse mediante la ecuación:
{\displaystyle K_{H}={\frac {P_{CO_{2}}}{x_{CO_{2}}}}}
donde PCO2 es la presión parcial del gas CO2 sobre la solución. KH es la constante de la ley de Henry y xCO2 es la fracción molar del gas CO2 en la solución. KH aumenta con la temperatura, haciendo que la fracción molar de dióxido de carbono que se disuelve en el agua se haga menor. En consecuencia, la carbonatación aumenta en una solución a medida que disminuye la temperatura. Por otro lado, si la presión parcial de CO2 aumenta ,  la fracción molar de CO2 en solución tiene que aumentar, favoreciendo la carbonatación.